# Sporophile à col double
Sporophila caerulescens
Espèce
Statut de conservation UICN

 LC  : Préoccupation mineure
Le Sporophile à col double (Sporophila caerulescens) est une espèce d'oiseaux appartenant à la famille des Thraupidae.

## Répartition
Il se trouve en Argentine, Bolivie, Brésil, Paraguay, Pérou et Uruguay ; ainsi qu'à la frontière sud de la Colombie sur l'Amazone.

## Description

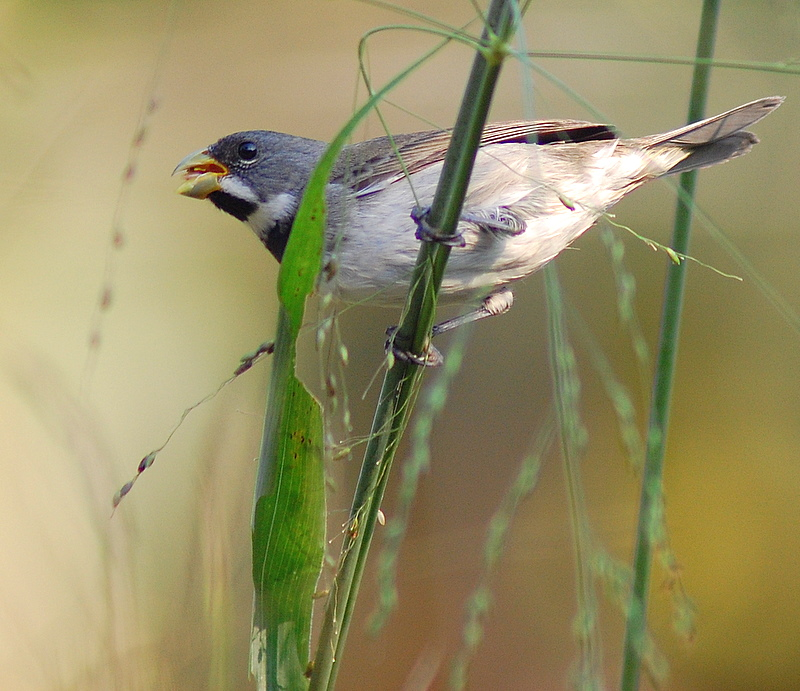
Mâle
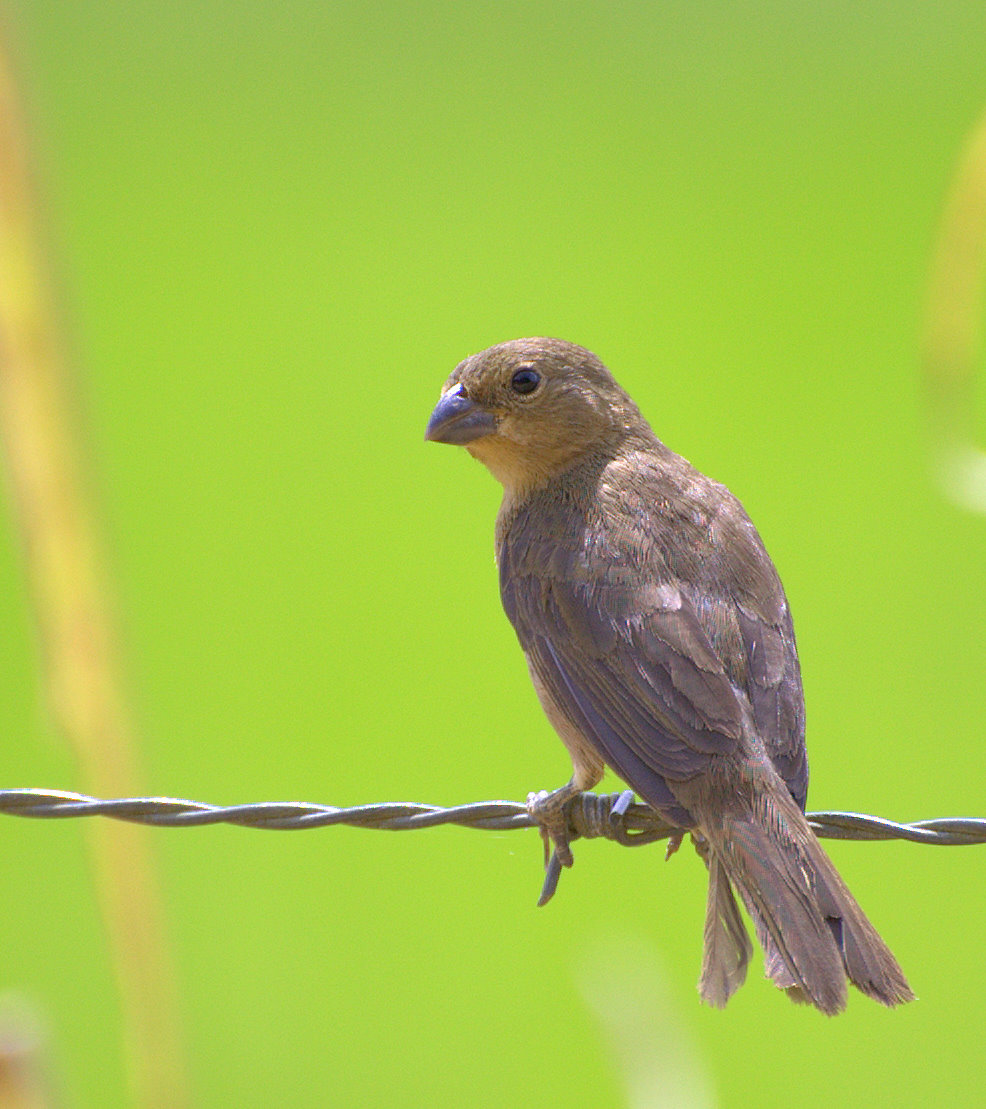
Femelle
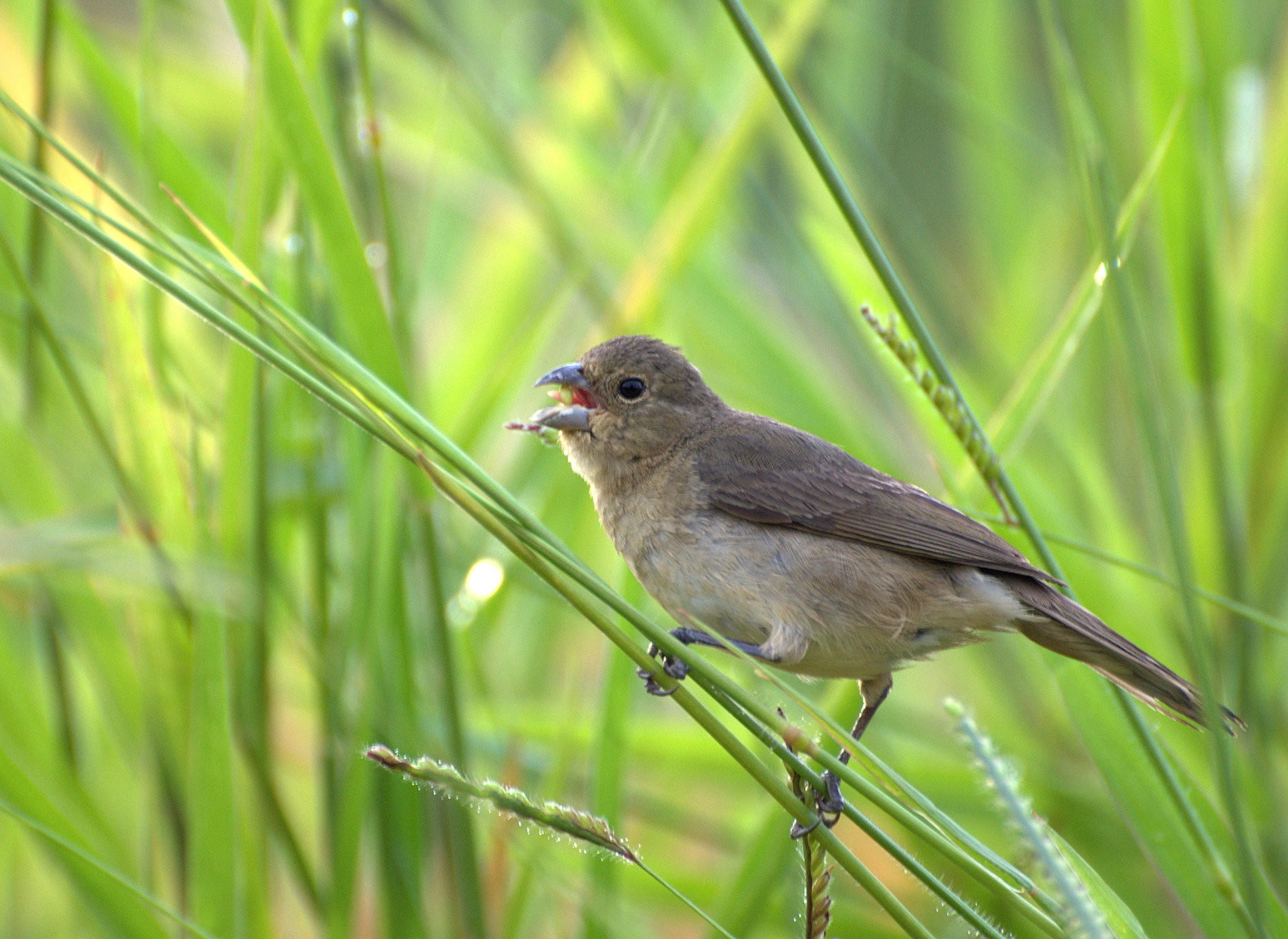
Juvénile